# Renato Zaccarelli
Renato Zaccarelli (18. leden 1951, Ancona, Itálie) je bývalý italský fotbalový záložník.
Fotbalovou kariéru začal v Turíně, kde hrál od roku 1966. Do roku 1974 hrál různě po hostování, nejdříve v Catanii, pak v Novaře a naposledy ve Veroně. Poté se stává základním členem záložní řady v Turíně na 13 let. Za tuhle dobu získal s býky dvě trofeje. Stal se mistrem ligy (1975/76) a také vyhrál italský pohár (1970/71). V roce 1987 ve věku 35 let ukončil po 505 utkání fotbalovou kariéru.
Po fotbalové kariéře se stal sportovním ředitel. Nejprve působil v Turíně, ale v roce 1992 odešel dělat stejnou práci do Alessandrie. Roli trenéra příjme až v sezoně 2002/03, kdy převzal klub Turín na posledních sedm utkání. Poté působil ve stejném týmu stejnou roli i v sezoně 2004/05.

## Hráčská statistika
| Sezóna  | Klub    | Liga    | Liga   | Liga | Ligové poháry | Ligové poháry | Ligové poháry | Kontinentální poháry | Kontinentální poháry | Kontinentální poháry | Celkem | Celkem |
| Sezóna  | Klub    | Soutěž  | Zápasy | Góly | Soutěž        | Zápasy        | Góly          | Soutěž               | Zápasy               | Góly                 | Zápasy | Góly   |
| ------- | ------- | ------- | ------ | ---- | ------------- | ------------- | ------------- | -------------------- | -------------------- | -------------------- | ------ | ------ |
| 1968/69 | Catania | Serie B | 3      | 0    | IP            | 0             | 0             | -                    | 0                    | 0                    | 3      | 0      |
| 1969/70 | Turín   | Serie A | 0      | 0    | IP            | 0             | 0             | -                    | 0                    | 0                    | 0      | 0      |
| 1970/71 | Turín   | Serie A | 0      | 0    | IP            | 0             | 0             | Stř.P                | 1                    | 0                    | 1      | 0      |
| 1971/72 | Novara  | Serie B | 17     | 0    | IP            | 4             | 0             | -                    | 0                    | 0                    | 21     | 0      |
| 1972/73 | Novara  | Serie B | 34     | 1    | IP            | 3             | 0             | -                    | 0                    | 0                    | 37     | 1      |
| 1973/74 | Verona  | Serie A | 30     | 5    | IP            | 3             | 0             | -                    | 0                    | 0                    | 33     | 5      |
| 1974/75 | Turín   | Serie A | 27     | 3    | IP            | 9             | 1             | UEFA                 | 1                    | 0                    | 37     | 4      |
| 1975/76 | Turín   | Serie A | 27     | 4    | IP            | 4             | 0             | -                    | 0                    | 0                    | 4      |        |
| 1976/77 | Turín   | Serie A | 30     | 5    | IP            | 2             | 0             | PMEZ                 | 4                    | 0                    | 36     | 5      |
| 1977/78 | Turín   | Serie A | 23     | 1    | IP            | 4             | 1             | UEFA                 | 3                    | 0                    | 30     | 2      |
| 1978/79 | Turín   | Serie A | 25     | 1    | IP            | 0             | 0             | UEFA                 | 0                    | 0                    | 25     | 1      |
| 1979/80 | Turín   | Serie A | 15     | 1    | IP            | 6             | 1             | UEFA                 | 1                    | 0                    | 22     | 2      |
| 1980/81 | Turín   | Serie A | 27     | 0    | IP            | 9             | 0             | UEFA                 | 5                    | 0                    | 41     | 0      |
| 1981/82 | Turín   | Serie A | 27     | 0    | IP            | 8             | 0             | -                    | 0                    | 0                    | 35     | 0      |
| 1982/83 | Turín   | Serie A | 22     | 0    | IP            | 5             | 0             | -                    | 0                    | 0                    | 27     | 0      |
| 1983/84 | Turín   | Serie A | 24     | 0    | IP            | 7             | 0             | -                    | 0                    | 0                    | 31     | 0      |
| 1984/85 | Turín   | Serie A | 28     | 1    | IP            | 6             | 1             | -                    | 0                    | 0                    | 34     | 2      |
| 1985/86 | Turín   | Serie A | 29     | 1    | IP            | 8             | 0             | UEFA                 | 4                    | 0                    | 41     | 1      |
| 1986/87 | Turín   | Serie A | 12     | 0    | IP            | 4             | 0             | UEFA                 | 4                    | 0                    | 20     | 0      |
| Celkem  | Celkem  | Celkem  | 400    | 23   | -             | 82            | 4             | -                    | 23                   | 0                    | 505    | 27     |

## Reprezentační kariéra
Za reprezentaci odehrál 25 utkání a vstřelil 2 branky. První utkání odehrál 26. října 1975 proti Polsku (0:0). Pět utkání odehrál a jednu branku vstřelil na MS 1978. Byl i na ME 1980, jenže neodehrál žádné utkání.

### Statistika na velkých turnajích
| Reprezentace | Rok     | Zápasy                         | Zápasy | Zápasy    | Zápasy           | Zápasy           | Zápasy   |
| Reprezentace | Rok     | Fáze turnaje                   | Datum  | Soupeř    | Odehraných minut | Vstřelené branky | Výsledek |
| ------------ | ------- | ------------------------------ | ------ | --------- | ---------------- | ---------------- | -------- |
| Itálie       | MS 1978 | 1 zápas ve skupině             | 2. 6.  | Francie   | 45               | 1                | 2:1      |
| Itálie       | MS 1978 | 3 zápas ve skupině             | 10. 6. | Argentina | 17               | 0                | 1:0      |
| Itálie       | MS 1978 | 1 zápas v semifinálové skupině | 14. 6. | NSR       | 45               | 0                | 0:0      |
| Itálie       | MS 1978 | 2 zápas v semifinálové skupině | 18. 6. | Rakousko  | 90               | 0                | 1:0      |
| Itálie       | MS 1978 | 3 zápas v semifinálové skupině | 21. 6. | Nizozemí  | 90               | 0                | 1:2      |
| Itálie       | ME 1980 | Neodehrál žádné ze 4 utkání    |        |           |                  |                  |          |

## Úspěchy

### Klubové
- 1× vítěz italské ligy (1975/76)
- 1× vítěz italského poháru (1970/71)

### Reprezentační
- 1× na MS (1978)
- 1× na ME (1980)